# نبرد قرن
نبرد قرن (انگلیسی: The Battle of the Century) فیلمی در ژانر کمدی و زوج هنری به کارگردانی کلاید براکمن است که در سال ۱۹۲۷ منتشر شد.
این فیلم زمانی فیلم گمشده محسوب می‌شد. اما بعدها و در سال ۲۰۱۵ کشف شد.

## بازیگران
- استن لورل
- اولیور هاردی
- یوجین پلت
- چارلی هال
- سام لافکین
- دورتی کابرن
- جک هیل
- لو کاستلو
- آنیتا گاروین
- برت روچ
- لایل تیو
- نوآ یانگ
- اِلینور وَندِرویر
- جک هیل
- دوروثیا والبرت
- جرج بی. فرنچ
- دیک ساترلند
- دیک گیلبرت
- جین مورگان